# Mark Duffy
Mark James Duffy, né le 7 octobre 1985 à Liverpool, est un ancien footballeur anglais qui évoluait au poste de milieu de terrain.

## Biographie
Le 2 février 2015 il est prêté à Chesterfield.
Le 3 juillet 2015, il est prêté à Burton Albion pour une saison.
Le 1er juin 2016, il rejoint Sheffield United.
Le 8 août 2019, il est prêté à Stoke City.
Le 4 septembre 2020, il rejoint Fleetwood Town.
Le 31 août 2021, il rejoint Tranmere Rovers.

## Palmarès

### En club
- Sheffield United
  - Champion d'Angleterre de D3 en 2017
  - Vice-champion d'Angleterre de D2 en 2019.

- Burton Albion
  - Vice-champion d'Angleterre de D3 en 2016.

### Distinctions personnelles
- Membre de l'équipe-type de D3 anglaise en 2016 et 2017.